# Павлюк, Александр Алексеевич
Алекса́ндр Алексе́евич Павлю́к (укр. Олександр Олексійович Павлюк; род. 20 августа 1970, Новоград-Волынский, Житомирская область, УССР, СССР) — украинский военачальник, генерал-лейтенант Вооружённых сил Украины. Командующий Сухопутными войсками ВСУ с 11 февраля по 29 ноября 2024 года. С 15 марта по 21 мая 2022 года — председатель Киевской областной военной государственной администрации.  Командующий Объединённых сил ВСУ (2021—2022). Герой Украины (2022).
С 2020 по 2021 год — начальник подготовки Командования сухопутных войск ВСУ, с 2017 по 2020 год — командующий Оперативного командования «Запад». С 2010 по 2017 год — командир 24-й отдельной механизированной бригады, с 2014 года принимал участие в войне в Донбассе.

## Биография
Родился 20 августа 1970 года в городе Новоград-Волынский в Житомирской области. 
В 1991 году окончил Харьковское гвардейское высшее танковое командное училище и тогда же был назначен командиром танкового взвода в 47-й гвардейской танковой дивизии, тогда базировавшейся в деревне Хиллерслебен в Германии. Она входила в состав 3-й ударной армии советских войск, которые в то время уже начинали покидать страну. На этом посту Александр Павлюк пробыл до августа 1993 года.
В том же месяце он был назначен командиром танковой роты в составе 30-й отдельной механизированной бригады ВСУ, которая базировалась близ его родного города — Новограда-Волынского. Там Павлюк постепенно продвигался по службе, к 2006 году успев побывать на должностях заместителя начальника штаба танкового полка (1997—1999), командира танкового батальона (1999—2003) и заместителя комбрига (2005—2006).
В июле 2006 года Александр Павлюк стал командиром украинских миротворческих сил в Косове. Там он пробыл чуть менее года и 10 апреля 2007 года передал полномочия подполковнику Евгению Чумаченко, после чего вернулся в окрестности Новограда-Волынского, где впоследствии дослужился до звания начальника штаба бригады.
В сентябре 2010 года Павлюк был назначен командиром 24-й отдельной механизированной бригады, базировавшейся близ города Яворов в Львовской области. На этой должности с 2014 года он принимал участие войне в Донбассе. Под его командованием бригада принимала участие в боях за освобождение Славянска, Красного Лимана, Краматорска и Лисичанска. 11 июля того же года бригада понесла серьёзные потери в результате ракетной атаки под Зеленопольем и последующего блокирования украинских войск в этом районе. Последнее крупное сражение, в котором Павлюк участвовал в качестве комбрига, — бои за 32-й блокпост. В марте 2015 года Александр Павлюк поступил в Национальный университет обороны Украины им. И. Черняховского, передав командование бригадой своему преемнику.
23 августа того же года ему было присвоено звание генерал-майора. 2 декабря 2016 года Александру Павлюку вручили Орден Богдана Хмельницкого II степени. В марте 2017 года его назначили командующим Оперативного командования «Запад» — эту должность он занимал вплоть до апреля 2020 года. В августе 2018 года Павлюка повысили до генерал-лейтенанта.
Новый виток боевых действий Александра Павлюка начался при президенте Владимире Зеленском. Летом 2020 года генерал был назначен начальником подготовки Командования сухопутных войск ВСУ, а 28 июля 2021 года — командующим Объединённых сил ВСУ. В конце января 2022 года Павлюк дал интервью британской газете The Times, в котором заявил, что украинцы «готовы рвать россиян на части голыми руками», а также назвав «огромной ошибкой» отказ Украины от ядерного вооружения в 1994 году. Кроме того, тогда назвал 20 февраля как ориентировочную дату российского вторжения, чем вызвал широкий общественный резонанс.

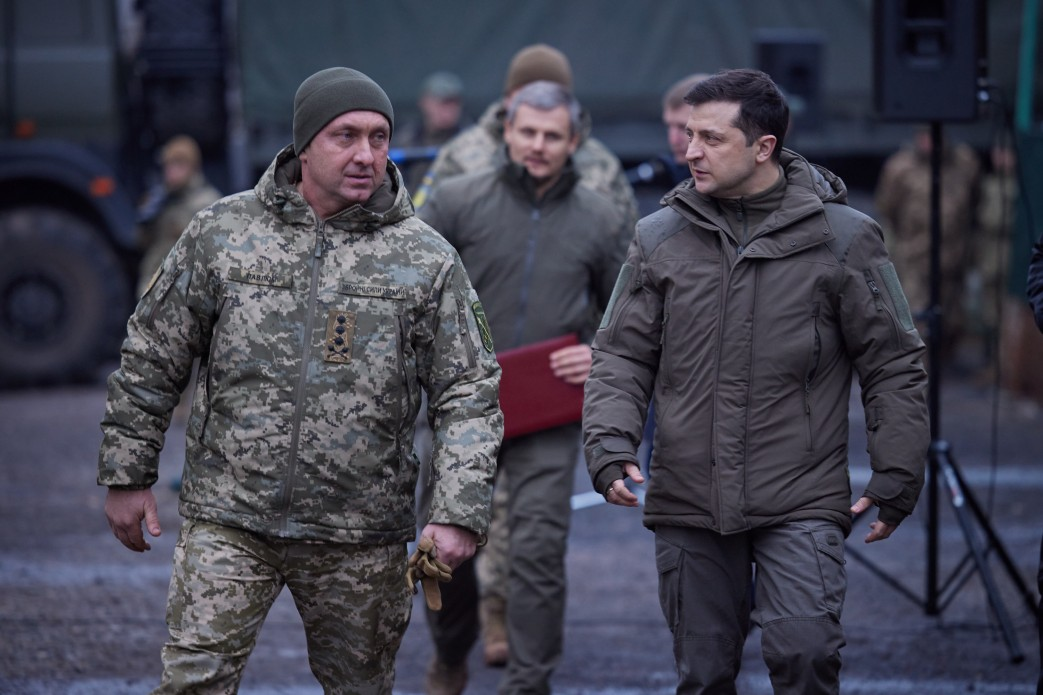
Александр Павлюк и Владимир Зеленский, 6 декабря 2021 года

Ночью 24 февраля 2022 года Россия начала полномасштабное вторжение на территорию Украины. Как командующий Объединённых Сил, генерал-лейтенант Павлюк руководил обороной Мариуполя и других городов Донецкой и Луганской областей Украины.
4 марта 2022 года «за личное мужество и героизм, весомый вклад в защиту государственного суверенитета и территориальной целостности Украины» Указом Президента Украины генерал-лейтенанту Александру Павлюку присвоено звание «Герой Украины» с вручением ордена «Золотая звезда».
15 марта 2022 года Указом Президента Украины генерал-лейтенант Александр Павлюк назначен главой Киевской областной госадминистрации. Ему была поручена организация обороны и обеспечения Киева.
14 февраля 2023 года решением Кабинета Министров Украины назначен первым заместителем министра обороны Украины.
6 марта 2023 года Указом Президента № 129 введён в персональный состав Ставки Верховного Главнокомандующего.
С 11 февраля по 29 ноября 2024 года — командующий Сухопутными войсками Украины.

## Воинские звания
- Генерал-майор (23 августа 2015)[13]
- Генерал-лейтенант (23 августа 2018)[14]

## Награды
- Звание Герой Украины с вручением ордена «Золотая Звезда» (4 марта 2022) — за личное мужество, весомый вклад в защиту государственного суверенитета и территориальной целостности Украины[15]
- Орден Богдана Хмельницкого II степени (2 декабря 2016) — за личный вклад в укрепление обороноспособности Украинского государства, мужество, самоотверженность и высокий профессионализм, проявленные во время исполнения воинской обязанности[16]
- Орден Богдана Хмельницкого III степени (6 декабря 2012) — за значительный личный вклад в укрепление обороноспособности и безопасности Украины, образцовое исполнение воинского долга, высокий профессионализм[17]
- Медали Украины